# 侍PANG
侍PANG（じぱんぐ）は、日本のお笑いトリオ。2006年7月結成、2009年解散。

## メンバー
- タカギ マコト（1977年8月24日 - ）

愛知県出身。
ボケ担当。
本名は高木 誠（読みは同じ）。
身長165cm、血液型はO型。
YOU THE ROCK★、KABA.ちゃん、織田信成、『新世紀エヴァンゲリオン』の初号機などのものまね芸がある。
解散後、八多太司とのコンビ「ウキウキワクワク」として活動。舞台俳優としても活動。
- 島田 ひでとし（しまだ ひでとし、1976年7月9日 - ）

埼玉県さいたま市出身。
ツッコミ担当。
本名は島田 英俊（読みは同じ）、旧芸名はヒデ島田。
身長173cm、血液型はAB型。
アルバイト先が山本高広と同じだったことがある。
SMAPの中居正広などのものまね芸がある。
解散後、ものまねユニット「SCRAP」として活動。
- 矢野 ともゆき（やの ともゆき、1979年10月30日 - ）

北海道札幌市東区出身。
ボケ担当。
本名は矢野 智行（読みは同じ）。
身長160cm、血液型はO型。
『サザエさん』のアナゴ君、花沢さん、『北斗の拳』のケンシロウ、『ドラゴンボール』のベジータ、『美味しんぼ』の山岡士郎、『アンパンマン』のジャムおじさんなどのものまね芸がある。
現在は星ノこてつ（タイガーこてつ）とのコンビ「NOモーション。」として活動。

## 概要
- キレのあるダンス、アクロバットのほかにコントや身体をはったパフォーマンスも見せる。
- もともと佐藤圭一郎（侍PANG在籍当時の芸名は「Kいち」）、島田、タカギの3人だったが、佐藤が脱退、その後矢野が加入。
- 2006年10月に『歌舞伎町の乱』、2007年3月に『天下分け目黒の戦い』と題した単独ライブをそれぞれ行った。

## 出演

### テレビ
- モバタレGREAT（2008年4月 - 9月、日本テレビ）「タレタマ」お笑い枠メンバー、2008年9月10日に「タレピヨ」昇格
- リンカーン（2008年6月24日、TBS）第2回「リンカーン芸人タワー」
- ものまねバトル☆CLUB（日本テレビ）
- 爆笑オンエアバトル（NHK総合）戦績0勝1敗 最高385KB
- ナリキリ!2（テレビ埼玉）矢野のみ、ナレーション（全回）担当、出演（第4回、第7回）
- とんねるずのみなさんのおかげでした（2008年9月25日、フジテレビ）タカギのみ、第13回「博士と助手〜細かすぎて伝わらないモノマネ選手権〜」、演じたのはYOU THE ROCK★　その後オラキオ体操クラブとして登場　全9回出演
- しょこ♥リータ（2008年12月10日 - 24日、テレビ東京）矢野のみ、「キャラクターボイスドラマ」オーディション合格で本編出演
- アリケン（2009年10月3日、テレビ東京）タカギのみ
- お笑い図鑑 ハマヌキ（テレビ神奈川）

### インターネット
- 溜池Now（GyaO）矢野、タカギのみ、「ギザ細かすぎて伝わらない アニメものまね選手権」に出演、矢野は優勝

### 舞台
- ゆーりんプロデュース公演 NOBUNAGA
- D・A・J公演 ザ・レビュー